# Silver City (Nuevo México)
Silver City es un pueblo ubicado en el condado de Grant en el estado estadounidense de Nuevo México. En el Censo de 2010 tenía una población de 10.315 habitantes y una densidad poblacional de 392,61 personas por km². 
La ciudad es la sede de la Western New Mexico University.

## Geografía
Silver City se encuentra ubicado en las coordenadas 32°46′43″N 108°16′10″O / 32.77861, -108.26944. Según la Oficina del Censo de los Estados Unidos, Silver City tiene una superficie total de 26,27 km², de la cual 26,23 km² corresponden a tierra firme y (0,17%) 0,04 km² son agua.

## Geología
La geología local del área de Silver City es compleja. Las gravas sedimentarias se encuentran en forma de gravas aluviales llamadas "gravas de Magnus Valley". También se encuentra esquisto metamórfico. El área central está mayormente compuesta de farallones de granito. Silver City yace justo al oeste de la división continental.

## Historia
Silver City se llamó originalmente San Vicente de la Ciénaga, y antes del asentamiento inglés, el valle era lugar de acampada para los apaches. Con el arribo de una ola de exploradores estadounidenses en la década de 1860, sin embargo, la cara del valle pronto cambió.
Silver City se fundó en el verano de 1870, poco después de que el capitán John M. Bullard encontrara depósitos de plata en las Planicies de Chloride, situadas en la colina justo al oeste de la granja del capitán Bullard y su hermano James. Luego del descubrimiento de plata, el capitán Bullard colocó las calles de la nueva Silver City en la antigua granja, y una bulliciosa ciudad comenzó su vida. Aunque la trayectoria del desarrollo de Silver City iba a ser diferente de los cientos de otras ciudades mineras establecidas durante el mismo período, el capitán Bullard nunca vivió para ver siquiera los comienzos de la ciudad, ya que fue asesinado en un enfrentamiento apaches menos de un año después, el 23 de febrero de 1871.
La alta tasa de crímenes violentos fue sustancial durante la década de 1870. El sheriff del Condado de Grant Harvey Whitehill fue elegido en 1874, y ganó una notorio reputación por sus habilidades para controlar los problemas. En 1875, Whitehill se convirtió en el primer representante de la ley en detener a Billy the Kid, conocido en ese momento como William Bonney. Whitehill lo detuvo dos veces, ambas por robo en Silver City, y luego sostendría que Bonney era un chico agradable, cuyos robos eran resultado más de necesidad que de criminalidad. En 1878 el pueblo contrató a su primer alguacil del pueblo, ""Dangerous Dan" Tucker, quien había trabajado como diputado para Whitehill desde 1875. Tucker mató a muchos hombres durante su cargo como alguacil, y es uno de los doce pistoleros incluidos en el libro "Deadly Dozen" escrito por el autor Robert K. DeArment, quien proclama a Tucker como uno de los pistoleros más subestimados del viejo oeste. También fue el protagonista de la biografía "Dangerous Dan" Tucker, New Mexoco's Deadly Lawman" escrita por el autor Bob Alexander.
La señora Lettie B. Morry, en una charla dada a las Hijas de la Revolución Estadounidense en Silver City el 19 de septiembre de 1908 dijo, "John Bullard fue colocado en la primera tumba en Silver City, siendo asesinado luego de castigar a los indios por un ataque hacia el nuevo pueblo; los hermanos fueron exploradores del país por muchos años. El último se fue del pueblo en 1885, diciendo, 'es sólo cuestión de tiempo hasta que los indios me maten si me quedo acá'". También fue conocido como el punto de inicio para muchas expediciones en busca de tesoros como la Lost Adams Diggings. (enlace roto disponible en Internet Archive; véase el historial, la primera versión y la última). Viejas minas, campamentos y chozas dotaron las colinas y es rica en historia del viejo este.
En 1893 la Escuela Normal fue establecida. Posteriormente fue rebautizada como Western New Mexico University en 1963. Hoy en día, la WNMU ofrece 8 títulos de grado, 41 títulos de bachiller y 18 títulos asociados y programas certificados. El equipo atlético de la WNMU es conocido como los Mustangs. Reconocimientos a la universidad incluyen el Premio Zia de 2003, el Premio a la Mejor Práctica de 2005 (para la Escuela de Educación), el Premio al Gran Negocio de la Cámara de Comercio de 2006, el Premio Pinon de 2008 y el Premio Campanero de 2008.

## Demografía
Según el censo de 2010, había 10.315 personas residiendo en Silver City. La densidad de población era de 392,61 hab./km². De los 10.315 habitantes, Silver City estaba compuesto por el 81.61% blancos, el 1.29% eran afroamericanos, el 1.43% eran amerindios, el 0.72% eran asiáticos, el 0.14% eran isleños del Pacífico, el 12.43% eran de otras razas y el 2.38% pertenecían a dos o más razas. Del total de la población el 52.4% eran hispanos o latinos de cualquier raza.

## Economía y cultura
Silver City fue fundada como una ciudad minera y las operaciones mineras cercanas de Phelps Dodge son todavía la base de la economía local. En 2006, las minas de Chino y Tyrone 125.400 toneladas largas de cobre. El empleo en las minas fue de 1.250, con sueldos totalizando los $73 millones. Sin embargo, un vocero de Phelps Dodge recientemente remarcó que "basados en las proyecciones económicas actuales, nuestras propiedades en Nuevo México no seguirán operando luego de 25 años". Phelps-Dodge fue adquirida por la empresa internacional de minería Freeport-McMoRan en marzo de 2007 y las operaciones de Chino y Tyrone continúan bajo el nombre de Freeport.
A pesar de su reducida población, el pueblo se enorgullece de su habilidad en traer ofertas culturales de alta calidad, incluyendo a la Asociación de Conciertos de la Comunidad del Condado de Grant, que presenta numerosos eventos cada año.
El turismo, retiro y comercio son los otros componentes importantes de la economía de Silver City. En 2006, el precio promedio era de $160.000 para una casa de tres dormitorios y 140 metros cuadrados.

## Educación

### Escuelas públicas
Las escuelas públicas están el Distrito Escolar Consolidado de Silver. El Distrito cubre la ciudad de Silver City así como también Cliff, Piños Altos, Tyrone y White Signal. El sistema tiene cinco escuelas primarias y dos escuelas secundarias.

#### Escuelas primarias
- Primaria de Cliff
- Primaria de G.W. Stout
- Primaria de Harrison H. Schmitt
- Primaria de José Barrios
- Primaria de Sixth Street

#### Enseñanza Media
- Media de La Plata

#### Escuelas secundarias
- Escuela Secundaria de Cliff
- Escuela Secundaria de Silver

Las escuelas chárter en el distrito incluyen a la Escuela Secundaria de Aldo Leopold.

### Escuelas Privadas
Las escuelas privadas incluyen a:
- Academia Agape
- Academia Calvary Christian
- Escuela de Down to Earth
- Escuela de Gudalupe Montessori
- Meadowhawk Erdkinder

## Transporte
Aeropuertos
- Aeropuerto del Condado de Grant, situado 16 km al sudeste de Silver City.

Autopistas principales
- Ruta de los Estados Unidos 180
- Carretera Estatal de Nuevo México 90

## Habitantes notables
- Henry McCarty ("Billy el Niño")
- El compositor James Tenney (1934-2007) nació en Silver City.
- Norman Packard, físico[10]
- Doyne Farmer, físico
- Harrison Schmitt, astronauta
- Phillip Parotti, escritor de ficción y educador
- Jeff Bingaman, senador de Nuevo México, creció en Silver City.
- Felipe de Ortego y Gasca, historiador literario chicano
- Paul Benedict, "Harry Bentley" en "The Jeffersons"